# Tăure, Bistrița-Năsăud
Tăure (în maghiară Tóhát) este un sat în comuna Nimigea din județul Bistrița-Năsăud, Transilvania, România.

## Nume
- Tóhát, numele maghiar sub care a fost atestat satul este compus din cuvintele tó (lit. „lac”/„tău”) și hát (lit. „spate”), prin adaptare „Spatele tăului”. De asemenea, numele românesc, Tăure, conține cuvântul „tău”. Varianta în limba română se apropie fonetic de cuvântul „taur” care ar putea face trimitere la obiceiul de înstruțare a boului în satul Tăure.

## Demografie
Componența etnică a satului Tăure (2011)
     Români (99,5%)
     Maghiari (0,5%)
Componența etnică a satului Nimigea (1850)
     Români (90,6%)
     Maghiari (4,1%)
     Evrei (5,3%)
- La recensământul din 2011 populația satului se ridica la 425 de locuitori , dintre care 423 români și 2 maghiari .
- La recensământul din 1850 populația satului se ridica la 374 de locuitori , dintre care 339 români, 20 evrei și 15 maghiari.

## Obiceiuri
- Înstruțatul Boului de Rusalii

## Diverse

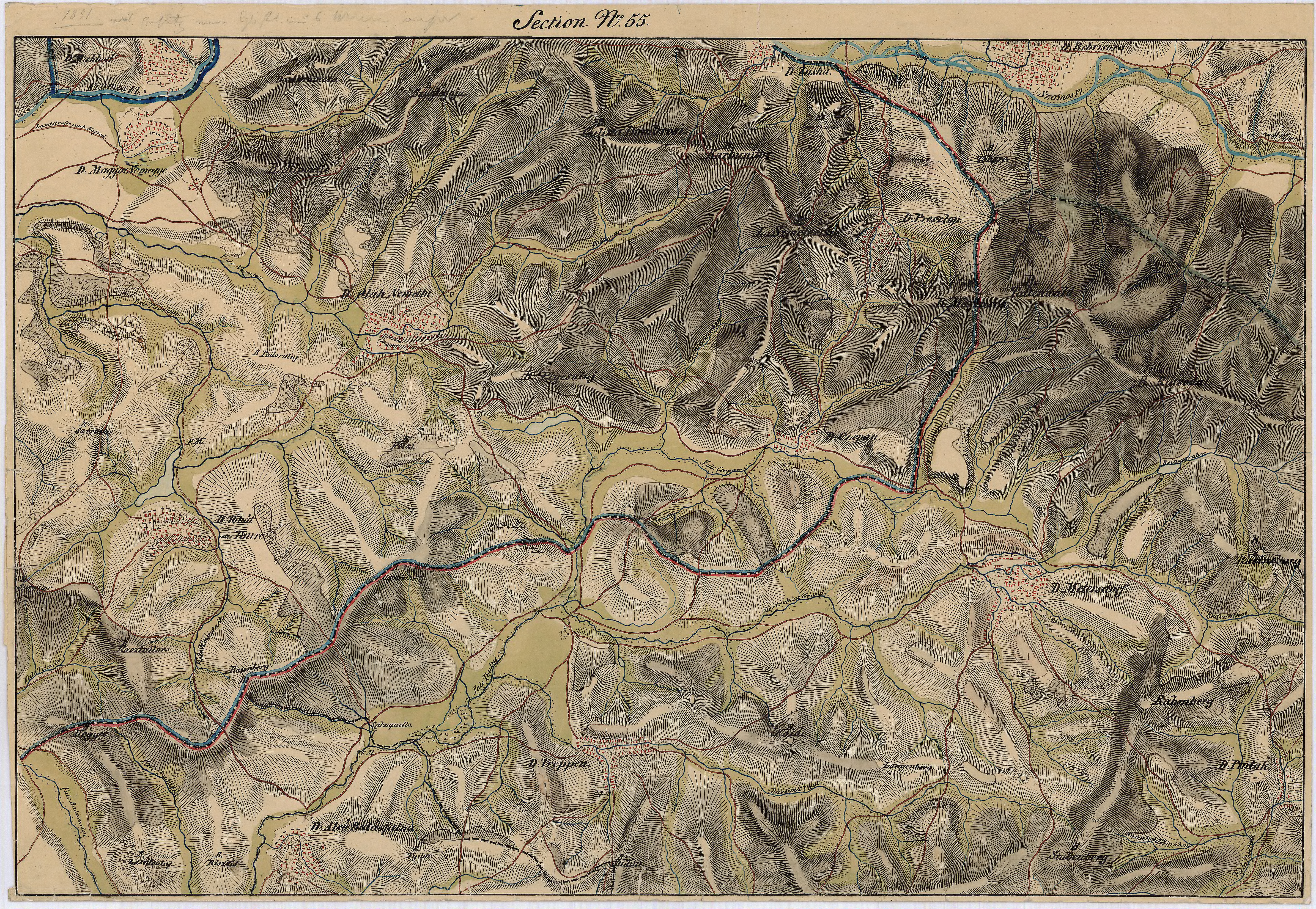
Tăure pe Harta Iosefină a Transilvaniei, 1769-1773

În mod tradițional, localnicii folosesc pentru uz casnic saramura concentrată extrasă dintr-o fântână de slatină.